# أحمد مدبولي
أحمد مدبولي هو لاعب مصري لاعب سابق في الزمالك منتقل حديثا إلى الاسماعيلي ولاعب متخب مصر للمحلين يلعب في مركز الجناح الايسر لاعب يجيد اللعب بالقدم اليمني.

## مرتبة الشرف
مع نادى الزمالك
- كأس مصر: 2017–18
- كأس السوبر المصري السعودى: 2018[1]